# Louise Haigh
Louise Margaret Haigh (ur. 22 lipca 1987 w Sheffield) – brytyjska polityczka, członkini Partii Pracy, od lipca do listopada 2024 minister transportu. Od 2015 posłanka do Izby Gmin.

## Życiorys
Urodziła się i wychowała w Sheffield. Studiowała ekonomię w London School of Economics. Następnie przeniosła się na Uniwersytecie w Nottingham, gdzie ukończyła studia z zakresu politologii. Działała w związku zawodowym oraz była asystentką posłanki Lisy Nandy. W latach 2009–2011 należała do ochotniczej policji Metropolitan Special Constabulary. Pracowała również w firmie ubezpieczeniowej.
W 2015 po raz pierwszy został wybrana do Izby Gmin z okręgu wyborczego Sheffield Heeley, stając się najmłodszą w tej kadencji posłanką z Partii Pracy. Przez pierwsze 9 miesięcy sprawowania mandatu (do lutego 2016), wygłosiła w niższej izbie brytyjskiego parlamentu 90 przemówień i zadała 471 pytań – najwięcej spośród wszystkich posłów. Z powodzeniem ubiegała się o reelekcje z tego okręgu, podczas kolejnych wyborów w 2017, 2019 i 2024. W kolejnych wyborach na lidera swojej partii, popierała: Jeremy'ego Corbyna (w 2015), Owena Smitha (w 2016) i Lisę Nandy (w 2020).
W latach 2015–2020 pełniła niższe stanowiska w gabinecie cieni kierowanym przez Corbyna. Odpowiadała wówczas za politykę Partii Pracy w obszarach: służby cywilnej (do 2016), gospodarki cyfrowej (2016–2017) oraz policji (od 2017). Po objęciu funkcji lidera laburzystów przez Keira Starmera, weszła w skład utworzonego przez niego gabinetu cieni jako minister ds. Irlandii Północnej, zaś od 29 listopada 2021 zajmowała w nim stanowisko ministra transportu. 25 kwietnia 2024 ogłosiła w imieniu swojej partii plan częściowej renacjonalizacji brytyjskich kolei.
5 lipca 2024 została ministrem transportu w gabinecie Keira Starmera, utworzonym bezpośrednio po wygranych przez Partię Pracy wyborach parlamentarnych. 29 listopada 2024 złożyła rezygnację z zajmowanego stanowiska, którą premier przyjął tego samego dnia. Przyczyną dymisji było ujawnienie przez stację Sky News, że w 2013 Louise Haigh fałszywie zgłosiła policji kradzież swojego telefonu.
Mieszka w Sheffield ze swoim partnerem.